# 鴇波洗堰

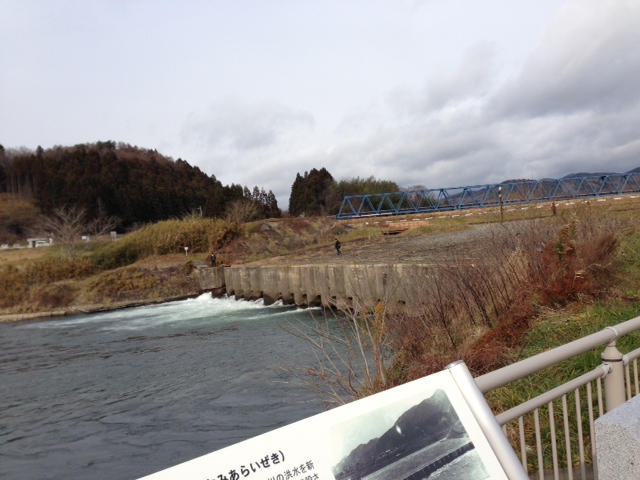
鴇波洗堰の流出口側。

鴇波洗堰（ときなみあらいぜき）は、宮城県登米市豊里町にある洗堰である。脇谷洗堰と共に北上川と旧北上川を分流する施設である。1932年（昭和7年）に竣功した。日本の分水堰技術黎明期に建設された希少な土木施設であることから、2004年（平成16年）に北上川分流施設群の一つとして土木学会選奨土木遺産に認定された。また、老朽化した鴇波洗堰を補完するため、上流側に新しく鴇波水門が建設され、2006年（平成18年）に竣工した。

## 構造

### 鴇波洗堰
固定堰であり、一定量の水流を分水する為に、堰の下部に暗渠が通っている。これはオリフィス構造と呼ばれる。水が通る部分は、幅0.94メートル、高さ1.35メートル、長さ37メートルのコンクリート暗渠18門で構成される。この上部には石張が施工され、右岸側に魚道が通っている。建造当初は堰の上に堤防が盛り付けられる予定だったが、地盤が良くなかったことから堤防の構築は中止され、堰の規模も縮小された。通常時は、暗渠から一定の水量が旧北上川へ流れ出るが、洪水時は、堰の上を水が越流する。1916年（大正5年）着工、1932年（昭和7年）竣工。工費約36万円。
北上川漁協が受精卵を提供して、秋にはここでサケ漁が行われる。

### 鴇波水門
洪水対策用の水門で、鴇波洗堰のすぐ上流に建設された。鴇波洗堰に対する景観上の配慮から、ライジングセクターゲート方式の水門として設計された。ライジングセクターゲートは水門が回転して流路の開閉を行うもので、昇降式水門に比べて周囲の景観に対する圧迫感が少ない。鴇波水門のライジングセクターゲートの規模は幅12.5メートル、有効高3.5メートルで、これの2連構造である。油圧モータラック式で回転する。また、水門の上の管理橋が架かる。平常時は全門開門で、洪水時は全門閉門。2003年（平成15年）着工、2006年（平成18年）竣工。